# Bronko Nagurski
Bronislau Nagurski, detto Bronko (Rainy River, 3 novembre 1908 – International Falls, 7 gennaio 1990), è stato un giocatore di football americano statunitense di origine ucraina.
Fu anche un famoso lottatore di wrestling e divenne uno dei primi giocatori di football a diventare poi lottatori di wrestling. Nel wrestling fu più volte campione mondiale nella categoria pesi massimi della National Wrestling Association.
Bronko è stato classificato al #19 tra i migliori cento giocatori di tutti i tempi da NFL.com ed inserito nella formazione ideale della NFL degli anni 1930.

## Carriera nel football americano
Nagurski giocò come professionista per i Chicago Bears dal 1930 al 1937. Alto 1,88 m e pesante 107 kg, sarebbe stato una presenza formidabile in ogni epoca della NFL e a maggior ragione durante i suoi anni di gioco, guidando la squadra a diversi titoli di division e alla vittoria di due campionati. Fu probabilmente il più grosso running back del suo tempo, più grande della maggior parte degli uomini di linea e apripista per futuri fullback come Marion Motley, John Henry Johnson e Jim Brown, trascinando spesso con sé diversi dei suoi placcatori. In un'epoca in cui i giocatori giocavano sia in attacco che in difesa, Bronko fu anche un roccioso defensive lineman. Dopo un infortunio, al posto di sedersi in panchina, talvolta si schierava nel ruolo di offensive tackle, diventando il primo giocatore della storia della NFL ad essere inserito in tre diversi ruoli nella formazione ideale della stagione All-Pro (escluso quello di kicker). In un'intervista del 1984 col giornalista di Sports Illustrated Paul "Dr. Z" Zimmerman, quando gli fu chiesto in che ruolo avrebbe giocato ai giorni nostri, rispose: "Oggi sarei probabilmente un linebacker. Non porterei il pallone per 25-30 volte a partita."
In suo onore il numero 3 della sua maglia è stato ritirato dai Chicago Bears.

## Palmarès

### Franchigia
- Campionati NFL : 3

Chicago Bears: 1932, 1933, 1943

### Individuale
- First-team All-Pro: 4

1932, 1933, 1934, 1936
- Leader della NFL in touchdown su corsa: 1

1932
- Formazione ideale del 50º anniversario della NFL
- Formazione ideale del 75º anniversario della NFL
- Numero 3 ritirato dai Chicago Bears
- Classificato al #19 tra i migliori cento giocatori di tutti i tempi da NFL.com
- Pro Football Hall of Fame (classe del 1963)
- College Football Hall of Fame

## Famiglia
Suo figlio, Bronko Nagurski Jr., volle continuare la tradizione del padre giocando a football a Notre Dame, diventando una stella con gli Hamilton Tiger-Cats nella Canadian Football League.